# Михаилешти (Ђурђу)
Михаилешти (рум. Mihăileşti) насеље је у Румунији у округу Ђурђу у општини Михаилешти. Oпштина се налази на надморској висини од 87 m.

## Становништво
Према подацима из 2002. године у насељу је живело 4542 становника.

### Попис2002.
| Расподела становништва по националности 2002.‍ | Расподела становништва по националности 2002.‍ | Расподела становништва по националности 2002.‍ | Расподела становништва по националности 2002.‍ | Расподела становништва по националности 2002.‍ |
| --------------------------------------------- | --------------------------------------------- | --------------------------------------------- | --------------------------------------------- | --------------------------------------------- |
|                                               |                                               |                                               |                                               |                                               |
| Румуни                                        | Румуни                                        |                                               | 4.346                                         | 95,8%                                         |
| Роми                                          | Роми                                          |                                               | 190                                           | 4,2%                                          |